# Enallagma annexum
Enallagma annexum  (лат.) — вид стрекоз семейства стрелок, обитающий преимущественно в Северной Америке.

## Описание

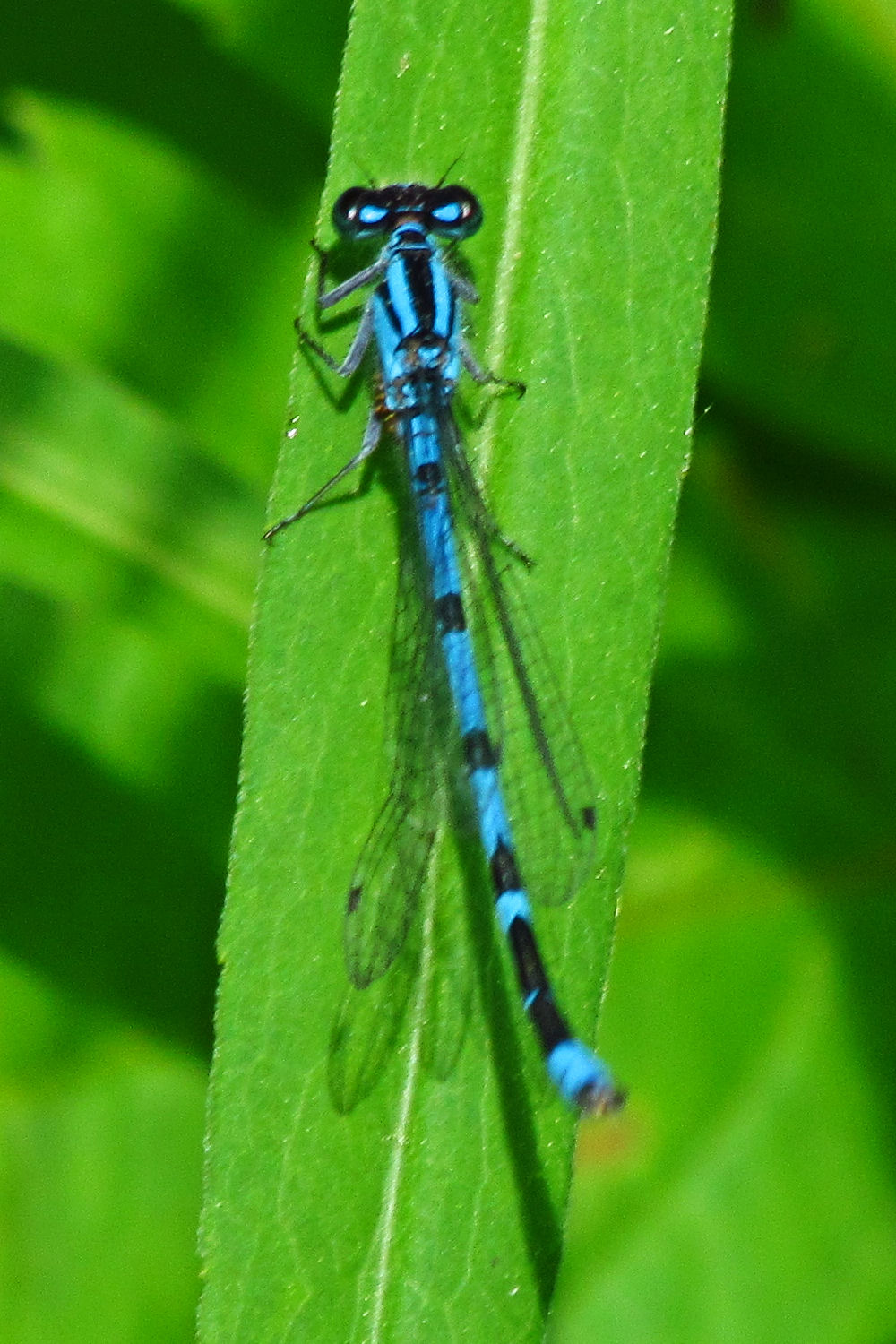
Самец, вид сверху

Enallagma annexum — небольшая стрекоза, длиной от 26 до 40 мм. Самец имеет преимущественно синюю окраску со стороны груди и брюшка. Тело самки жёлто-зелёного цвета с коричневыми вкраплениями. Верхняя часть брюшка самки преимущественно чёрная.

## Время лёта
Время лёта у Enallagma annexum с первой половины мая по июль.

## Аналогичные виды
Из-за принадлежности к одному семейству стре́лок, большинство его видов выглядят похоже. Enallagma annexum не является исключением. Из видов, схожих с Enallagma annexum, стоит выделить Enallagma boreale, Enallagma civile, Enallagma hageni, Enallagma ebrium, и Enallagma vernale. Из них можно назвать выдающимся Enallagma civile из-за больших пятен, расположенных позади глазного яблока и более коротких церок. Из общих характеристик для Enallagma annexum и Enallagma boreale можно отметить довольно крупные глазные пятна и грибовидные чёрные пятна в брюшном сегменте S2. Их лучше всего видно сверху.